# Phare de l'île-à-Vache
Le phare de l'île-à-Vache est un phare actif situé sur l'île-à-Vache, dans le département du Sud à Haïti, baigné par la mer des Caraïbes.

## Histoire
L'île-à-Vache est une île située au sud d'Haïti, à environ 10 km de la ville des Cayes.
La station de signalisation maritime a été établie en 1922 à la pointe est de l'île.

## Description
Ce phare est une tour métallique à claire-voie, avec une galerie et une petite lanterne de 10 m de haut. La tour est peinte en blanc. Il émet six éclairs blancs rapides suivis d'un long éclair blanc par période de 15 secondes. Sa portée n'est pas connue.
Identifiant : Amirauté : J5370 - NGA : 110-14158

### Lien connexe
- Liste des phares d'Haïti